# Оклахома-Сіті Енерджі
ФК «Оклахома-Сіті Енерджі» (англ. Oklahoma City Energy Football Club) — американський футбольний клуб з Оклахома-Сіті, Оклахома, заснований у 2013 році. Виступає в USL. Домашні матчі приймає на стадіоні «Тафт Стедіум», місткістю 7 500 глядачів.
Є фарм-клубом ФК «Даллас» та виступає у Західній конференції USL.

## Досягнення
- USL
  - Срібний призер: 2015.